# Aguilar (Colorado)
Aguilar é uma cidade  localizada no estado americano de Colorado, no Condado de Las Animas.

## Demografia
Segundo o censo americano de 2000, a sua população era de 601 habitantes.
Em 2006, foi estimada uma população de 578, um decréscimo de 15 (-2.5%).

## Geografia
De acordo com o United States Census Bureau tem uma área de
1,0 km², dos quais 1,0 km² cobertos por terra e 0,0 km² cobertos por água. Aguilar localiza-se a aproximadamente 1949 m acima do nível do mar.

## Localidades na vizinhança
O diagrama seguinte representa as localidades num raio de 40 km ao redor de Aguilar.